# 板坂剛
板坂 剛（いたさか ごう、1948年6月 - ）は、日本のフラメンコダンサー、作家、プロレス評論家。アルテフラメンコスクール主宰。美能憲二のペンネームを用いることもある。
国文学者の板坂元は叔父にあたる。

## 来歴
福岡県北九州市門司区出身。山口県下関市で幼少時代を過ごし、同地の文化に多大な影響を受ける。日本大学芸術学部映画学科に進学後、全共闘運動を経験。
1971年、シナリオ「黎明は炎のように輝く」を先行社より発表。1972年、日大芸闘委時代の同志との共著「日本映画解体考」を青林堂より発表。
1975年、小説「Rの誘惑」を青林堂より発売。映画芸術、新潮、現代詩手帳などに掲載した一連の過激な広告が一部好事家の話題を呼ぶ。既存作家と文壇を嘲笑・挑発するかのようなコピーが執筆陣の逆鱗に触れ、群像から広告の掲載を拒否され、ガロに掲載したプロレス新聞を片手に女装している写真がマンガ家たちの不興を呼び、ついには出版元の青林堂からも広告の掲載を拒否されてしまう。その後、板坂は先駆文学会を結成、広告の出稿を映画芸術一本に絞り、ラジカルな反文壇プロパガンダを展開する。芥川賞を全否定、特に村上龍を徹底して攻撃した。
1979年、三流劇画ブームの波に乗り『漫画大快楽』誌上で『漫画エロジェニカ』執筆者の流山児祥を攻撃し、実際に路上で流血沙汰を起こす。
1980年、噂の真相誌に寄稿した皇室ポルノ小説（竹中労の作とされる）をテーマとした記事において、掲載されたコラージュ写真が原因で皇室ポルノ事件が勃発。同誌は廃刊の危機に晒される。
1982年、アルテフラメンコを設立。
1986年、アントニオ猪木対ブルーザー・ブロディのプロレスの試合中に、ブロディがカミソリで自らの体を切って流血していた場面を目撃。猪木信者を自認していた板坂だったが、「愛の告発」として噂の真相誌上に暴露。
三島由紀夫研究家としても知られており、1997年、「極説・三島由紀夫-切腹とフラメンコ」を発表。タブーだった三島のルーツ問題やセクシャリティ、川端康成の代筆疑惑などに触れて波紋を呼んだ。
2002年、鈴鹿智美をモデルにした小説「智美－その生と死の余韻」を美能憲二名義で発表。2003年、同作を原作とした創作フラメンコ「智美－SATOMI」の公演を行った。

## 著書
- 黎明は炎のように輝く(1971年、先行社）
- 日本映画解体考(1972年、青林堂）
- 板坂剛著作集'73(1973年、青林堂）
- Ｒの誘惑(1975年、青林堂）
- Ｆ(1977年、先駆文学会）
- 無情の世界(1977年、先駆文学会）
- 午前三時の白鳥(1978年、印美書房）
- 板坂剛の世界(1981年、先鋭疾風社）※小西昌幸編。
- 世紀末文化考(1984年、先鋭疾風社）
- アントニオ猪木・最後の真実（1985年、鹿砦社）
- アントニオ猪木・闘魂滅び詩（1986年、鹿砦社）
- 神と切腹とフラメンコ（1994年、鹿砦社）
- 極説・三島由紀夫-切腹とフラメンコ(1997年、夏目書房）
- 真説・三島由紀夫-謎の源郷(1998年、夏目書房）
- アントニオ猪木殺害計画(1999年、夏目書房）
- 飯島愛の真実(2001年、鹿砦社）
- X-Japan-Yoshikiとその時代(2001年、鹿砦社）
- 智美－その生と死の余韻(2003年、玄文社）※美能憲二名義
- 三島由紀夫と一九七〇年（2010年11月、鹿砦社）※鈴木邦男との共著
- 憂国か革命かテロリズムの季節のはじまり（2012年6月、鹿砦社）
- 三島由紀夫と全共闘の時代（2013年11月、鹿砦社）
- 三島由紀夫は、なぜ昭和天皇を殺さなかったのか（2017年12月、鹿砦社）